# Die Friesen
Die Friesen is een regionale politieke partij in Duitsland. De partij werd opgericht in 2007 en is actief in Oost-Friesland in de deelstaat Nedersaksen. Sinds de lokale verkiezingen in 2011 heeft de partij vertegenwoordigers in de gemeenteraden van de Samtgemeinde Brookmerland, Samtgemeinde Hesel, de gemeente Rhauderfehn en de Kreistag van Landkreis Leer. Op 7 mei 2023 hief de partij zich op.